# 카렐 라다
카렐 라다(체코어: Karel Rada, 1971년 3월 2일, 체코 카를로비바리 ~ )는 체코의 은퇴한 축구 선수이자 현 축구 지도자로 현재 체코 여자 축구 국가대표팀 감독직을 맡고 있으며 지난 UEFA 유로 1996 당시 프랑스와의 준결승전 승부차기에서 5번째 키커로 나서 성공했던 바 있다.

## 수상

### 클럽 (선수)
시그마 올로모우츠
- 체코 1부 리그 : 준우승 (1995-96)

슬라비아 프라하
- 체코 1부 리그 : 준우승 (1999-2000)

FK 테플리체
- 체코 1부 리그 : 3위 (2004-05), 4위 (2005-06)
- 체코컵 : 우승 (2002-03)

보헤미안스 1905
- 체코 2부 리그 : 준우승 (2006-07)

### 국가대표팀 (선수)
체코
- UEFA 유럽 축구 선수권 대회 : 준우승 (1996)
- FIFA 컨페더레이션스컵 : 3위 (1997)

## 경력
- UEFA 유로 1996 국가대표
- 1997년 FIFA 컨페더레이션스컵 국가대표
- UEFA 유로 2000 국가대표